# 泉浩司
泉 浩司（いずみ こうじ、1971年4月25日 - ）は、NHKのアナウンサー。

## 人物
埼玉県立浦和高等学校、慶應義塾大学商学部卒業後、1994年入局。初任地の沖縄局を除き、地元周辺で勤務している。
これまでにスポーツ中継のリポーターや実況を多く担当してきた。この他、将棋関連番組の司会も担当している。
2005年、将棋の女流棋士である岩根忍と結婚し、三男がいる。
好きな食べ物は酒肴。

## 現在の担当番組
- ほっとぐんま630 (2023年8月 - ）[1]（番組自体は2度目）
- アナウンスグループ統括

## 過去の担当番組
- NHKニュース7（冨坂和男のリリーフスポーツ担当 1999年度）
- サンデースポーツ（2000年4月 - 2002年3月）
- 囲碁・将棋ジャーナル（司会、2007年4月 - 2011年2月）準レギュラー（不規則交替）
- いばらきわいわいスタジオ（スポーツコーナー、毎週月曜日担当）
- 茨城県のニュース
- Newsまるごと山梨 キャスター（2012年1月 - 2015年3月）
- 金曜山梨
- ほっとぐんま640 メインキャスター（2015年4月 - 2020年3月）
- 令和元年東日本台風特設ニュース（2019年10月12日）前橋局のスタジオから群馬県内の状況を伝えた（全国放送[2]）
- 日刊!さいたま〜ず（2020年3月30日 - 2021年3月25日）
- ひるどき!さいたま〜ず（2021年3月30日 - 2023年7月14日[3]）
- 2020高校野球 関東地区 埼玉決勝「昌平」対「狭山ヶ丘」実況
- 第105回全国高等学校野球選手権埼玉大会決勝「花咲徳栄」対「浦和学院」（2023年7月28日）実況